# Guglielmo Albimonte
Guglielmo Albimonte, noto anche come Guglielmo Albamonte della Motta (Palermo, 1476 – Capua, 1532), è stato un condottiero italiano.

## Biografia
Fu uno dei tredici italiani i quali, nella famosa disfida di Barletta del 13 febbraio 1503, vinsero un uguale numero di francesi, i quali erano accusati di aver offeso l'onore italiano.
Durante la sfida Guglielmo Albimonte uccise il primo francese e costrinse gli altri alla resa tirandoli giù da cavallo.
Appartenne alla famiglia dei baroni di Motta d'Affermo (ME), località in cui trascorse l'infanzia e gran parte della giovinezza, insieme ai fratelli Luca e Giovanni alias Minaguerra. Proprio per difendere le prerogative di quest'ultimo, barone esautorato dal feudo della Motta di Fermo, Guglielmo tirò una saettata al collo di Paolo De Giorgio, Capitano inviato dal Governo viceregio a ristabilire l'ordine nella tumultuosa Motta. Per sanare tale misfatto si arruolò fra le truppe spagnole al seguito di Consalvo de Cordova. Dopo l'impresa di Barletta ebbe come premio alcuni feudi in Calabria che restituì nel 1506. Già nel 1508 figurava quale cavaliere nella Compagnia del Marchese della Padula. Nel 1511 fu nominato Capitano d'Armi dei territori di Mistretta, Capizzi e Motta d'Affermo, fino alla spiaggia di Caronia, per scongiurare il pericolo di assalti di una flotta turca. Si distinse alla battaglia di Ravenna del 1512 e si trasferì, in età adulta, a Capua dove morì nel 1532.
A lui è dedicata una strada nella sua città natale, nella cittadina campana e anche a Ruvo di Puglia, oltre che a Barletta.